# 莱西涅纳
莱西涅纳，是西班牙阿拉贡自治区萨拉戈萨省的一个市镇。 总面积179平方公里，总人口1292人（2001年），人口密度7人/平方公里。